# Псалмодія
Псалмодія (від грец. ψαλμός — псалом і ᾠδή — пісня, спів):
- розспів псалмів (в католицькій традиції — по мелодійній формулі так званих псалмових тонів);
- вид мелодійної речитації (співуче читання). Характерна ознака псалмодії — стійка постійна висота тону з незначними відхиленнями від неї в початках і кінцях речитативів (або будь-яких їх відділів).

У візантійській писемності V–VI століть цим терміном позначали правила співу ченцями Псалтиря; псалмодія характеризується як спів зосереджений, не допускає вираження емоцій і протиставляється «мирському» співу. Існує припущення, що візантійська псалмодія походить з єврейської: в такій же манері виспівували псалми в синагогах. Збережені музичні записи візантійської псалмодії відносяться до XIII століття.
І для візантійської, і для григоріанської псалмодії характерно плавне сходження на початку мотиву, речитація на одному звуці в середині його і плавне сходження в кінці.
Відомі три види псалмодії: респонсоріальна, в якій сольний спів чергується з хоровим, антифонна, що припускає почерговий спів двох хорів; найстародавнішим є сольне виконання, пізніше змінилося хоровим, без чергувань.